# Leonard Allinson
Sir Leonard Walter Allinson KCVO CMG (ur. 1 maja 1926, zm. 28 grudnia 2022) – brytyjski urzędnik państwowy i dyplomata.
Jest jedynym synem Waltera Allinsona i Alice Frances Cassidy. Absolwent Friern Barnet Grammar School, Merton College i Uniwersytetu Oksfordzkiego immatrykulowany w 1944. W 1951 wziął ślub z Margaret Patricią Watts.

## Kariera polityczna
- 1947-1948 – zastępca ministra paliw i mocy Wielkiej Brytanii
- 1948-1958 – minister edukacji Wielkiej Brytanii
- 1960-1962 – pierwszy sekretarz w Lahaur
- 1963-1966 – pierwszy sekretarz w Madrasie i New Delhi
- 1970-1973 – zastępca wysokiego komisarza w Nairobi
- 1975-1977 – zastępca wysokiego komisarza w Nowym Delhi
- 1978-1980 – wysoki komisarz w Lusace
- 1982-1986 – wysoki komisarz w Kenii i ambasador UNEP

W 1976 został nagrodzony Orderem św. Michała i Jerzego, a w 1979 otrzymał Królewski Order Wiktorii.